# Jägerturm (Heere)

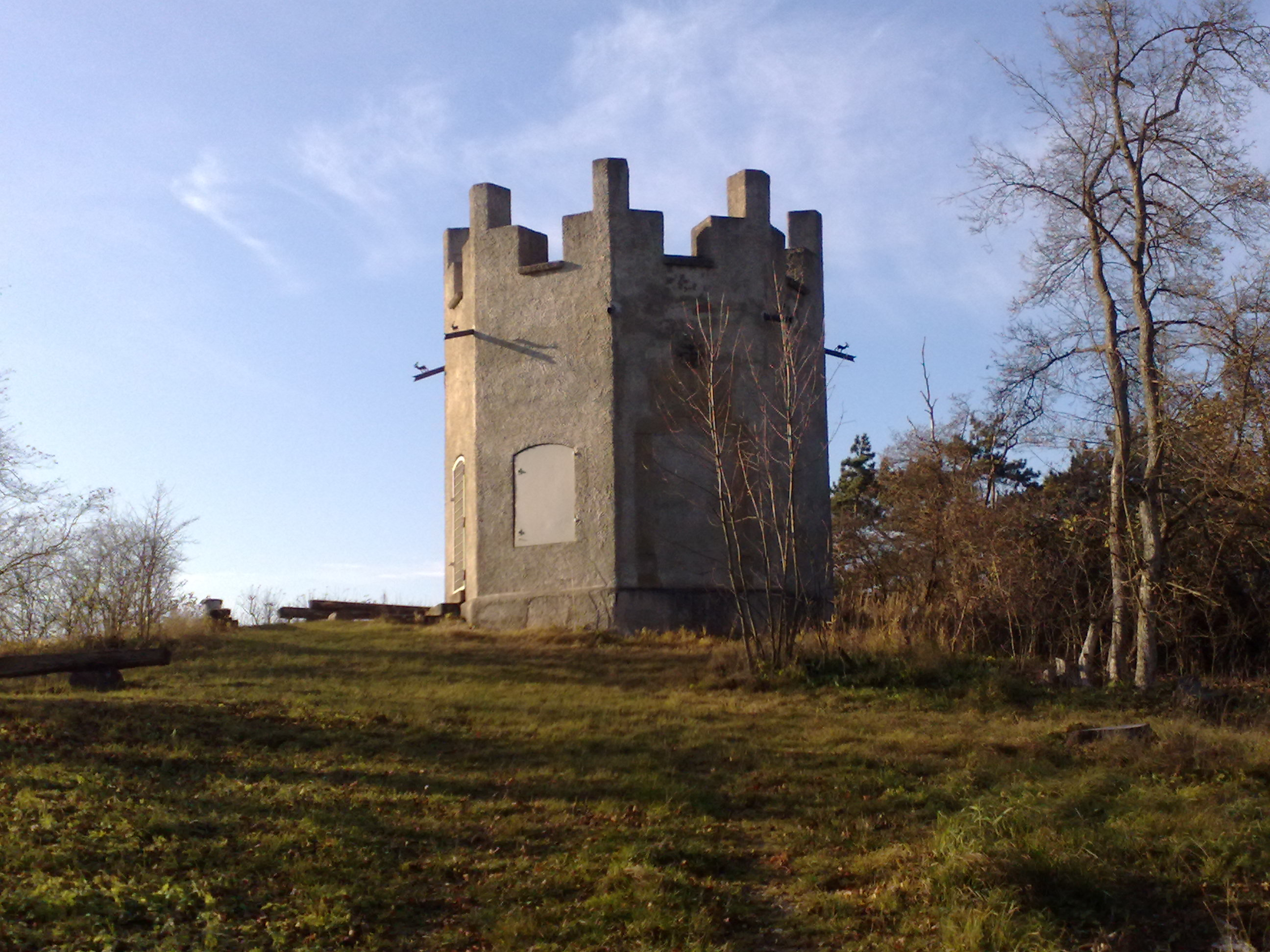
Jägerturm

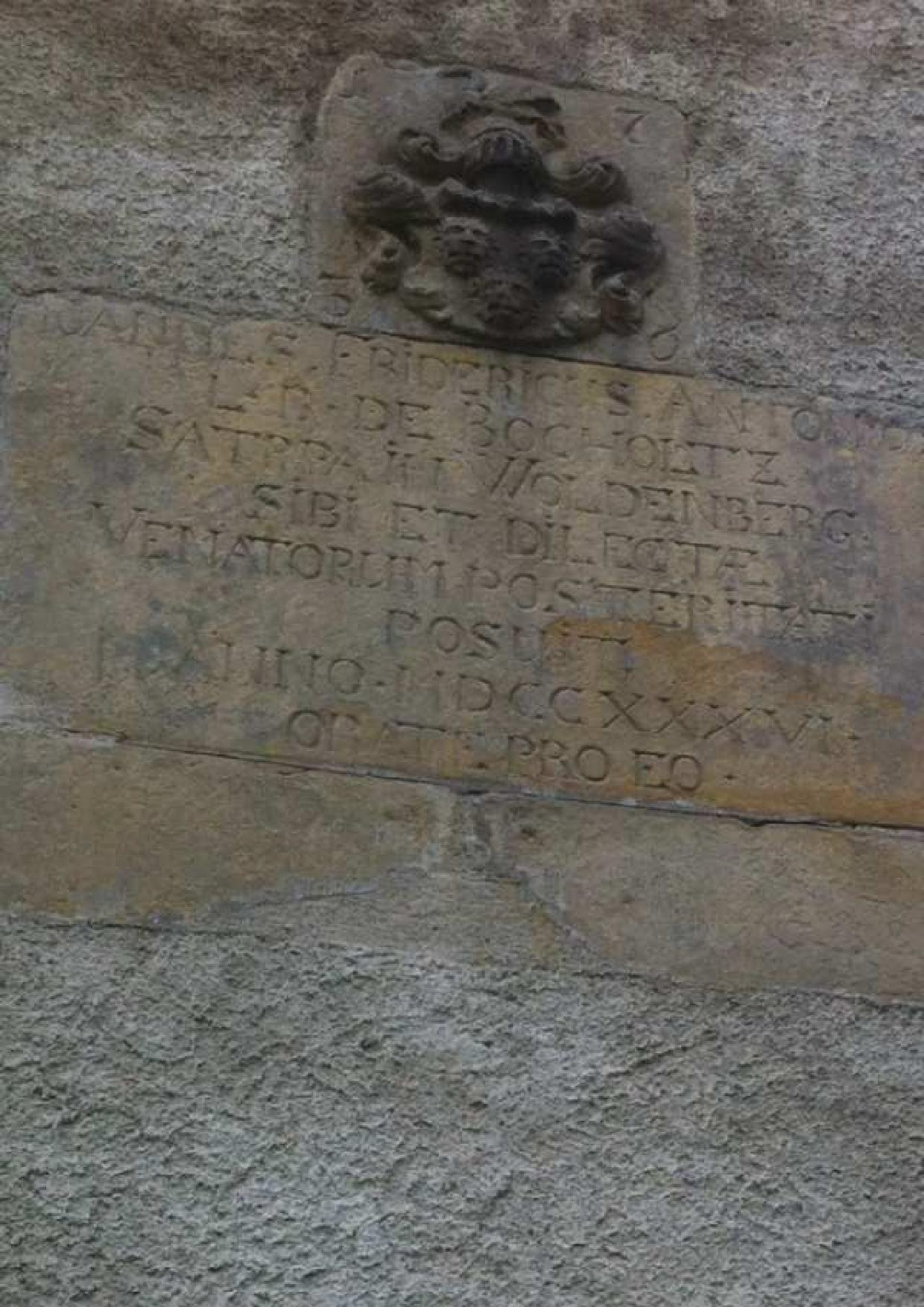
Lateinische Inschrift am Turm mit Wappen des Adelsgeschlechts Bocholtz

Der Jägerturm, der im südwestlichen Teil der Gemeinde Heere im Landkreis Wolfenbüttel steht, wurde 1736 von Johann Friedrich Anton von Bocholtz (1680–1755) erbaut, dem Domkapitular zu Hildesheim und bischöflichen Amtsvogt und Freiherrn.
Bocholtz hatte seine Residenz auf der benachbarten Burg Wohldenberg und war ein Freund der Natur und des Waidwerkes. Er baute 1733 auch die Hubertuskapelle unterhalb des Jägerhauses, die wie der Jägerturm und seine Residenz im Waldgebiet des Hainbergs steht. Der Jägerturm sollte den Jägern ein Aufenthaltsort sein, kein Aussichts- oder Wehrturm.
Auch oder vor allem ließ er den Turm für seine nachfolgenden Generationen von Jägern erbauen.
Der Turm ist achteckig und ca. sieben Meter hoch. Er befindet sich auf der nach ihm benannten Erhebung Nördlicher Jägerturmskopf (244 m ü. NN).

## Wandern
Der Jägerturm ist von Klein Heere über einen Feldweg, der aus der Hainbergstraße hervorgeht, zu erreichen. Vom Ortsrand folgt man dem in Richtung Südwesten verlaufenden ansteigenden Weg für etwa zweieinhalb Kilometer. Dabei passiert man auf etwa halber Strecke den Waldrand des Hainberges. Der Turm steht am Ende eines kurzen, nach Westen verlaufenden Pfades, der vom Hauptweg abzweigt. Er ist auch aus Richtung Süden vom etwa zweieinhalb Kilometer entfernten Jägerhaus erreichbar.
Neben dem Jägerturm, der nicht öffentlich zugänglich ist, befindet sich ein Rastplatz. Es bietet sich eine Aussicht nach Westen in Richtung Ambergau.